# VPS29
VPS29 (англ. VPS29, retromer complex component) – білок, який кодується однойменним геном, розташованим у людей на короткому плечі 12-ї хромосоми. Довжина поліпептидного ланцюга білка становить 182 амінокислот, а молекулярна маса — 20 506.
| 10         |  | 20         |  | 30         |  | 40         |  | 50         |
| ---------- |  | ---------- |  | ---------- |  | ---------- |  | ---------- |
| MLVLVLGDLH |  | IPHRCNSLPA |  | KFKKLLVPGK |  | IQHILCTGNL |  | CTKESYDYLK |
| TLAGDVHIVR |  | GDFDENLNYP |  | EQKVVTVGQF |  | KIGLIHGHQV |  | IPWGDMASLA |
| LLQRQFDVDI |  | LISGHTHKFE |  | AFEHENKFYI |  | NPGSATGAYN |  | ALETNIIPSF |
| VLMDIQASTV |  | VTYVYQLIGD |  | DVKVERIEYK |  | KP         |  |            |

A: Аланін

C: Цистеїн

D: Аспарагінова кислота

E: Глутамінова кислота

F: Фенілаланін

G: Гліцин

H: Гістидин

I: Ізолейцин

K: Лізин

L: Лейцин

M: Метіонін

N: Аспарагін

P: Пролін

Q: Глутамін

R: Аргінін

S: Серин

T: Треонін

V: Валін

W: Триптофан

Задіяний у таких біологічних процесах, як транспорт, транспорт білків, ацетилювання, альтернативний сплайсинг. 
Білок має сайт для зв'язування з іонами металів, іоном цинку. 
Локалізований у цитоплазмі, мембрані, ендосомах.